# Astragalus kifonsanicus
Astragalus kifonsanicus es una especie de planta del género Astragalus, de la familia de las leguminosas, orden Fabales.

## Distribución
Astragalus kifonsanicus se distribuye por China.

## Taxonomía
Fue descrita científicamente por Ulbr. Fue publicada en Bot. Jahrb. Syst. 36(5, Beibl. 82): 64 (1905).